# HMS Rockwood (L39)
Le HMS Rockwood (pennant number L39) est un destroyer d'escorte de classe Hunt de type III construit pour la Royal Navy pendant la Seconde Guerre mondiale.

## Construction
Le Rockwood est commandé le 28 juillet 1940 dans le cadre du programme d'urgence de la guerre de 1940 pour le chantier naval de Vickers Armstrong de Barrow-in-Furness en Angleterre sous le numéro 3989. La pose de la quille est effectuée le 29 août 1941, le Rockwood est lancé le 13 juin 1942 et mis en service le 4 novembre 1942.
Il est parrainé par la communauté civile du district rural de Luton dans le Bedfordshire pendant la campagne nationale du Warship Week (semaine des navires de guerre) en mars 1942.
Les navires de classe Hunt sont censés répondre au besoin de la Royal Navy d'avoir un grand nombre de petits navires de type destroyer capables à la fois d'escorter des convois et d'opérer avec la flotte. Les Hunt de type III se distinguent des navires précédents type I et II par l'ajout de 2 tubes lance-torpilles au milieu du navire. Pour compenser le poids des tubes lance-torpilles, seuls 2 supports de canons jumeaux de 4 pouces ont été installés, le canon en position "Y" a été retiré, le projecteur étant déplacé vers le pont arrière de l'abri en conséquence. Les Hunt de type III pouvaient être facilement identifiés car ils avaient une cheminée droite avec un sommet incliné et le mât n'avait pas de râteau. Quatorze d'entre eux ont vu leurs ailerons stabilisateurs retirés (ou non installés en premier lieu) et l'espace utilisé pour le mazout supplémentaire.
Le Hunt type III (comme le type II) mesure 80,54 m de longueur entre perpendiculaires et 85,34 m de longueur hors-tout. Le Maître-bau du navire mesure 9,60 m et le tirant d'eau est de 3,51 m. Le déplacement est de 1 070 t standard et de 1 510 t à pleine charge.
Deux chaudières Admiralty produisant de la vapeur à 2 100 kPa (21 bar) et à 327 °C alimentent des turbines à vapeur à engrenages simples Parsons qui entraînent deux arbres d'hélices, générant 19 000 chevaux (14 000 kW) à 380 tr/min. Cela donne une vitesse de 27 nœuds (50 km/h) au navire. 281 t de carburant sont transportés, ce qui donne un rayon d'action nominale de 2 560 milles marins (4 740 km) (bien qu'en service, son rayon d'action tombe à 1 550 milles marins (2 870 km)).
L'armement principal du navire est de quatre canons de 4 pouces QF Mk XVI (102 mm) à double usage (anti-navire et anti-aérien) sur trois supports doubles, avec un support avant et deux arrière. Un armement antiaérien rapproché supplémentaire est fourni par une monture avec des canons quadruple de 2 livres "pom-pom" MK.VII et trois  canons Oerlikon de 20 mm Mk. III montés dans les ailes du pont,. Jusqu'à 110 charges de profondeur pouvaient être transportées , avec deux goulottes de charge en profondeur et  quatre lanceurs de charge en profondeur constituent l'armement anti-sous-marin du navire. Le radar de type 291 et de type 285 sont installés, de même qu'une sonar de type 128,. Le navire avait un effectif de 168 officiers et hommes,.

## Histoire

### Seconde Guerre mondiale

#### 1942
Après des essais d'acceptation et sa mise en service, le Rockwood se prépara à rejoindre la 5e Division de destroyerd de la Mediterranean Fleet (flotte méditerranéenne). Il se rend sur la Clyde pour rejoindre l'escorte du convoi WS25, puis part avec le convoi WS25 le 18 décembre avec le destroyer Quilliam (G09) et les croiseurs armés Carnarvon Castle (F25) et Cheshire (F18) pour se rendre à Durban, en Afrique du Sud. L'escorte de la première étape comprend également les destroyers Badsworth (L03), Haydon (L75) et Wolverine (D78) jusqu'au 24 décembre. Le destroyer Ilex (D61) rejoint la composante escorte le jour même, le 27 décembre. Puis, les corvettes Crocus (K49) et Woodruff (K53) les rejoignent le 30 décembre, la veille de l'arrivée du convoi WS25 à Freetown en Sierra Leone.

#### 1943
Le 3 janvier 1943, le Rockwood, le destroyer Quilliam (G09) et le croiseur marchand armé Cheshire rejoignent le convoi WS25, puis sont rejoints par le croiseur armé RMS Alcantara un jour plus tard. Le Alcantara se sépare de l'escorte du convoi le 9 janvier; mais le 16 janvier vient de rajouter le destroyer Express (H61). Après avoir voyagé à Durban deux jours plus tard, le Rockwood se sépare du convoi WS25 pour se rendre indépendamment dans la région de la Méditerranée orientale via la mer Rouge.
Basé à Alexandrie, en Égypte, il soutient l'opération de la 8e armée britannique de Libye à la Tunisie et rejoint en mai le blocus du Cap Bon dans le cadre de l'opération Retribution pour empêcher les troupes allemandes de se retirer d'Afrique du Nord,.
En juin, le Rockwood est déployé dans le Centre méditerranéen pour patrouiller et escorter le transport, et se préparer pour l'opération Husky, le débarquement allié en Sicile, en Italie. La Force est concentrée en Algérie et à Alexandrie et dans d'autres ports le long de la côte africaine de la Méditerranée. Le 10 juillet, le navire escorte un convoi de forces amphibies en Sicile.
Après la fin de la campagne en août, le Rockwood retourne à Alexandrie, avec la flotte d'opérations de patrouille et d'escorte de transport dans la région de la Méditerranée orientale. En septembre, il participe à des activités dans le cadre de la campagne du Dodécanèse, un plan visant à occuper des îles dans les eaux de la mer Égée qui étaient occupées par l'Italie, maintenant en danger de tomber aux mains des forces nazies après la reddition de l'Italie,.
En octobre, le Rockwood escorte les croiseurs basés à Alexandrie et transporte des troupes et des fournitures. Il patrouille depuis sa base de Limassol, à Chypre, le 3 octobre, pour empêcher les navires de transporter des troupes allemandes pour occuper les îles italiennes de la mer Égée, puis à nouveau avec le destroyer d'escorte grec Miaoulis (L91) en patrouille trois jours plus tard. Le 8 octobre, le Rockwood et le Miaoulis attaquent des navires ennemis sous le soutien d'avions de l'US Air Force. Le lendemain, avec le destroyer Panther (G41), il escorte le croiseur léger Carlisle (D67) pour effectuer une autre opération de surveillance. La Force est lourdement attaquée par des avions ennemis dans le détroit de Scarpanto, lorsque le Panther est coulé  et que le Carlisle est gravement endommagé. Le Rockwood aide le Carlisle à se retirer sur Alexandrie. Le 27 octobre, sur le chemin de l'île de Kos, il est attaqué par des avions ennemis au sud-ouest de l'île de Kastelorizo. Le 9 novembre, il mène une autre patrouille dans la recherche de navires ennemis,.
Le 11 novembre, le Rockwood avec le destroyer Petard (G56) et le destroyer d'escorte polonais ORP Krakowiak (L115) bombardent le port de Kalymnos. Sur le chemin du retour, la Force est attaquée par l'ennemi. Une bombe planante Henschel Hs 293 radiocommandé frappe la poupe du Rockwood, à la position géographique de 36° 23′ N, 25° 32′ E. La bombe n'explose pas, mais endommage quand même gravement la salle des machines. Le navire doit changer de cap en modifiant la vitesse de rotation de l'hélice, jusqu'à ce que les inondations se propagent dans la salle des machines. Il est remorqué par le Petard vers les eaux turques neutres pour des réparations temporaires. Le 15 novembre, le Rockwood est conduit à Alexandrie par son navire-jumeau Blencathra (L24). Le voyage dure cinq jours. Il reçoit un minimum de réparations à Alexandrie en décembre, assez pour retourner en Angleterre par ses propres moyens,.

#### 1944 - 1946
Le 10 février 1944, le Rockwood rejoint le convoi MKS40 pour son voyage de retour en Angleterre. Arrivé au pays, il n'est cependant pas réparé, et en mai, il est affecté dans la Réserve, puis déplacé à Hartlepool en juin et laissé vacant.

### Après-guerre
Après la fin de la guerre, le navire est inscrit sur la liste des démolitions en 1946 et vendu à BISCO. Il est remorqué à Gateshead et démantelé par J. J. King en août 1946.

### Honneurs de bataille
- SICILY 1943
- AEGEAN 1943
- ATLANTIC 1944
- ENGLISH CHANNEL 1944

### Commandement
- Lieutenant (Lt.) Samuel Richard le Hunte Lombard-Hobson (RN) du 11 août 1942 à avril 1944